# Edward Ahlner
Johan Edward Ahlner, född den 3 mars 1868 i Uppsala, död den 28 augusti 1938 i Nyköping, var en svensk ämbetsman.
Ahlner blev student vid Uppsala universitet 1888 och avlade juris utriusque kandidatexamen där 1894. Han anställdes vid länsstyrelsen i Södermanlands län 1896. Ahlner var sekreterare och kamrerare vid Södermanlands läns landsting 1900–1912, länsbokhållare i Södermanlands län 1901–1912 och landskamrerare där 1912–1935. Han blev riddare av Nordstjärneorden 1918 och kommendör av andra klassen av samma orden 1928.